# Hominider
Hominider (Hominidae) är en familj primater där gorillor, schimpanser, orangutanger, bonobo och människa ingår. Tillsammans med familjen gibboner (Hylobatidae) bildar de överfamiljen människoartade apor. Tidigare listades alla nu levande medlemmar förutom människan i en egen familj, människoapor (Pongidae). Detta taxon argumenterades senare vara parafyletiskt och gruppen tillhör för tillfället familjen hominider.
Av alla hominider är det endast människan som återfinns på samtliga kontinenter, medan övriga arter lever i tropiska delar av Afrika samt i Sydostasien.

## Taxonomi
Tidigare placerades enbart människan och hennes utdöda förfäder i familjen Hominidae. De övriga människoaporna placerades istället i familjen Pongidae. Genetiska studier har dock visat att schimpanser är närmare släkt med människan än med gorillor och orangutanger. Familjen Pongidae är alltså parafyletisk och undviks numera.

### Inre systematik
Enligt Catalogue of Life omfattar familjen Hominidae 5 arter Mammal Species of the World (2005) och IUCN listar däremot 7 nu levande arter i familjen. En åttonde art, Tapanuliorangutangen, identifierades 2017.
Recenta släkten och arter är:
- Gorillor (Gorilla)
  - Västlig gorilla (Gorilla gorilla), i Afrika vid Guineabukten.
  - Östlig gorilla (Gorilla beringei), östra Kongo-Kinshasa och Uganda.
- Människor (Homo)
  - Människa (Homo sapiens), hela världen.
- Schimpanser (Pan)
  - Schimpans (Pan troglodytes), västra och centrala Afrika.
  - Bonobo (Pan paniscus), Kongo-Kinshasa.
- Orangutanger (Pongo)
  - Borneoorangutang (Pongo pygmaeus), på Borneo.
  - Sumatraorangutang (Pongo abelii), på Sumatra.
  - Tapanuliorangutang (Pongo tapanuliensis), på Sumatra.

Dessutom ingår flera utdöda släkten och arter i familjen.

### Utvecklingshistoria
Utgreningarna bedöms ha skett:
- Homo - Pan (schimpanser) för ca 4–6 miljoner år sedan.
- Gorilla för ca 7 miljoner år sedan.
- Pongo (orangutanger) för ca 14 miljoner år sedan. Släktet Kenyapithecus var kanske anfadern för den andra utvecklingslinjen.[9]
- Hylobatidae (gibboner) för ca 18 miljoner år sedan.

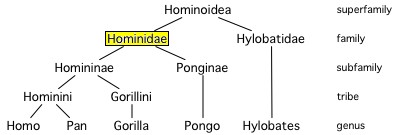
Homo = Människa
Pan = Schimpanser
Gorilla = Gorillor
Pongo = Orangutanger
Hylobates = Gibboner

## Utseende

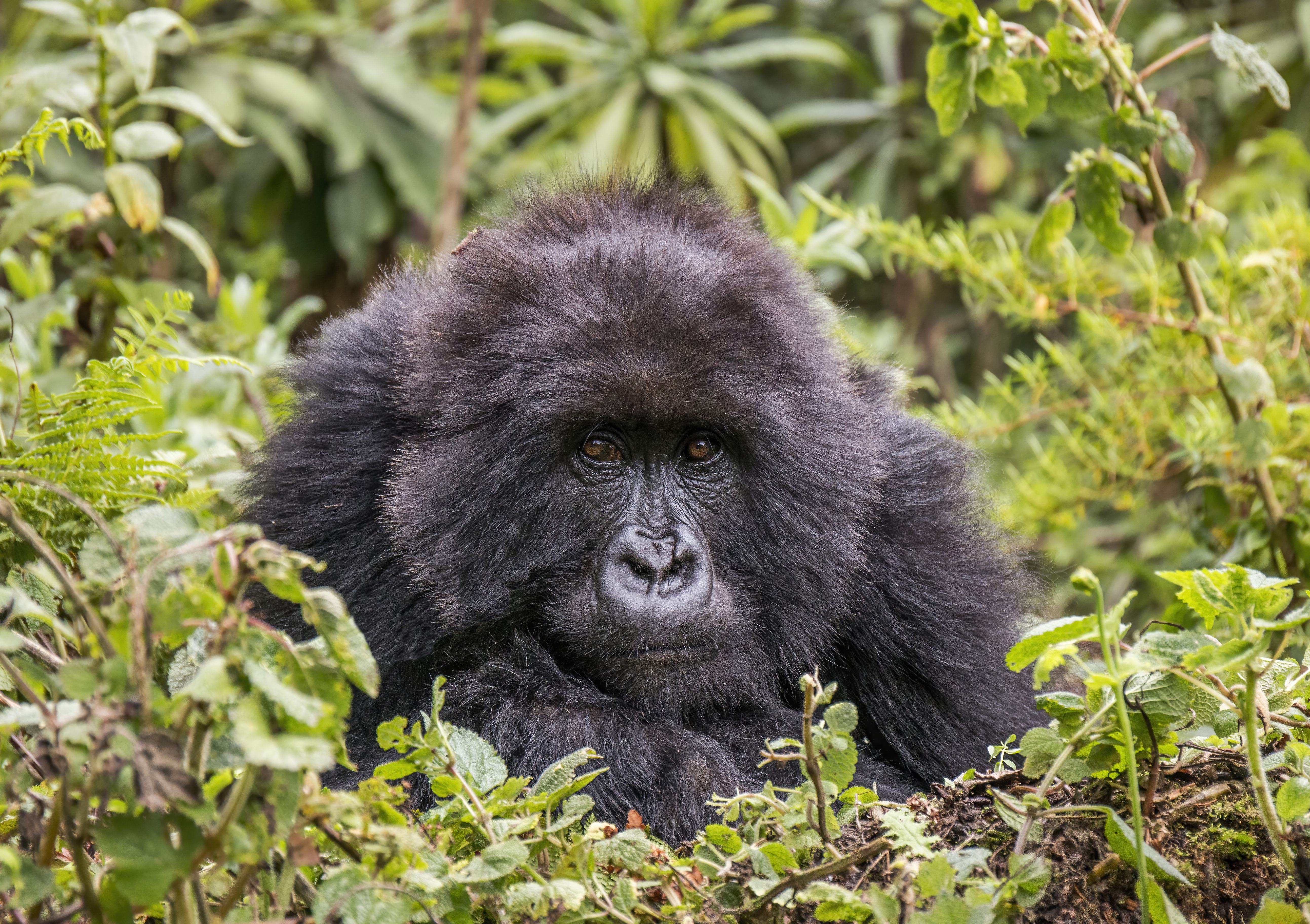
Bergsgorilla

I familjen finns de största nu levande primaterna med en längd av 70 till 200 centimeter. Tanduppsättningen kännetecknas av kraftiga hörntänder och enkla molarer. Vuxna individer når vanligen en vikt mellan 48 och 270 kg och hanar är allmänt större än honor. Hominider har en motsättlig tumme och med undantag av människan har alla medlemmar en motsättlig stortå. Alla arter saknar svans och det finns inga svullnader på stjärten som är vanliga hos de ganska nära besläktade markattartade aporna. Hominider kännetecknas av stor hjärna och tandformeln är I 2/2 C 1/1 P 2/2 M 3/3, alltså 32 tänder.

## Ekologi
Hominider är allätare. De har bra förmåga att klättra i växtligheten men bara orangutanger vistas huvudsakligen i träd. Alla arter har ett högt utvecklad socialt beteende och de bygger bon som sovplats eller för längre vistelser. Allmänt föds bara en unge per kull och tiden för ungens uppfostring är lång jämförd med andra primater.